# Lucie (série télévisée d'animation)
Pour les articles homonymes, voir Lucie.
 (septembre 2012).
Si vous disposez d'ouvrages ou d'articles de référence ou si vous connaissez des sites web de qualité traitant du thème abordé ici, merci de compléter l'article en donnant les références utiles à sa vérifiabilité et en les liant à la section « Notes et références ».
Lucie est une série télévisée d'animation franco-allemande en 52 épisodes de 5 minutes réalisée par Frederick Chaillou, produite par Millimages et Toons’n’Tales Filmproduktion (de), et diffusée à partir du 4 septembre 2004 sur France 5 dans l’émission Midi les Zouzous, rediffusée sur TiJi puis sur France 5 dans Zouzous du 25 juin au 2 septembre 2011 mais aussi sur France 4 dans Zouzous.
Au Québec, elle a été diffusée à partir du 15 septembre 2007 à Télé-Québec.
La série est également parue en Australie sous le titre de Lazy Lucy.

## Synopsis
Lucie a huit ans et mène une vie tout à fait normale avec des tâches et des devoirs domestiques et scolaires à accomplir. Cependant, comme elle a de l'imagination, elle se demande comment effectuer tout cela avec la plus grande efficacité afin de pouvoir avoir plus de temps pour paresser…

## Distribution
- Sauvane Delanoë : Lucie, Tom
- Laura Préjean
- Claude Lombard
- Daniel Beretta